# Kännåsen
Kännåsen is een plaats in de gemeente Krokom in het landschap Jämtland en de provincie Jämtlands län in Zweden. De plaats heeft 66 inwoners (2005) en een oppervlakte van 19 hectare. De plaats ligt ongeveer 10 kilometer ten noorden van de stad Östersund.